# Otidimorphae
Otidimorphae је птичји кладус који садржи редове кукавице (Cuculiformes), туракови (Musophagiformes) и дропље (Otidiformes), а који је откривен 2014. након анализе генома. Дропље су сродне тураковима, међутим, друге генетске анализе су показале да су дропљама кукавице ближе сродне него туракови.
|  | Musophagiformes (туракови)                                                       |
|  |                                                                                  |
|  | \| \| Otidiformes (дропље) \| \| \| \| \| \| Cuculiformes (кукавице) \| \| \| \| |
|  |                                                                                  |
|  | Otidiformes (дропље)                                                             |
|  |                                                                                  |
|  | Cuculiformes (кукавице)                                                          |
|  |                                                                                  |

|  | Otidiformes (дропље)    |
|  |                         |
|  | Cuculiformes (кукавице) |
|  |                         |